# Birney (Stati Uniti d'America)
Birney è un census-designated place degli Stati Uniti d'America, nello stato del Montana, nella Contea di Rosebud. Nel 2000 contava 108 abitanti.